# Großer Preis der Schweiz 1950
Der Große Preis der Schweiz (offiziell Großer Preis der Schweiz für Automobile) fand am 4. Juni auf der Bremgarten-Rundstrecke in Bremgarten statt und war das vierte Rennen der Automobil-Weltmeisterschaft 1950.

## Berichte

### Hintergrund
Nach dem Indianapolis 500 führten Giuseppe Farina, Juan Manuel Fangio und Johnnie Parsons die Fahrerwertung punktgleich mit neun Punkten an.

### Training und Qualifying
Ferrari setzte im Training ein an der Hinterachse verbessertes Fahrzeug ein, konnte aber die totale Dominanz der Alfa Romeo nicht brechen. Fangio sicherte sich mit 2:42,1 Minuten die Pole-Position. Farina und Luigi Fagioli komplettierten die erste Startreihe.

### Rennen
Fangio nutzte seine Pole-Position und kam als Führender aus der ersten Runde zurück, die für Yves Giraud-Cabantous bereits das Aus durch einen Unfall bedeutete. Alberto Ascari musste seinen Ferrari ebenfalls früh mit einem Schaden an der Ölleitung abstellen. Danach lagen die Hoffnungen von Ferrari, einigermaßen mit den Alfa Romeo mithalten zu können, allein bei Luigi Villoresi, dem es auch gelang, Fagioli zu überholen, kurz danach seinen Wagen aber mit einem defekten Motor abstellen musste.
Um den vierten Platz kämpften Prinz Bira und Philippe Étancelin, bis dieser in der 25. Runde mit Getriebeproblemen aufgeben musste. Zuvor war Eugène Martin in der 19. Runde schwer verunglückt. Beim Versuch, sich Öl vom Visier zu wischen, bremste er zu spät und kam von der Strecke ab. Dabei wurde er aus dem Wagen geschleudert und verletzte sich schwer am Bein. Erst 1952 konnte er wieder Rennen bestreiten.
In den Boxen explodierte beim Auftanken Felice Bonettos die unter Druck stehende Tankanlage, wobei allerdings niemand verletzt wurde. Bonetto konnte weiterfahren.
Die drei Alfa Romeo lagen weiterhin unangefochten in Führung, als in der 33. Runde Fangio an die Box kam und mit defekter Elektrik aufgeben musste. So erbte Louis Rosier den dritten Platz, was zusammen mit dem Großen Preis von Belgien desselben Jahres sein bestes Formel-1-Ergebnis bleiben sollte.
In der Fahrerwertung übernahm Farina die alleinige Führung vor Fagioli.

## Meldeliste
| Team                       | Nr. | Fahrer                  | Chassis          | Motor                   | Reifen |
| -------------------------- | --- | ----------------------- | ---------------- | ----------------------- | ------ |
| Scuderia Achille Varzi     | 02  | Nello Pagani            | Maserati 4CLT/48 | Maserati 4CLT L4 c.1,5  | P      |
| Scuderia Achille Varzi     | 40  | Antonio Branca          | Maserati 4CL     | Maserati 4CLT L4 c.1,5  | P      |
| Ecurie Belge               | 04  | Johnny Claes            | Talbot-Lago T26C | Talbot 23CV L6 4.5      | D      |
| Automobiles Talbot-Darracq | 06  | Yves Giraud-Cabantous   | Talbot-Lago T26C | Talbot 23CV L6 4.5      | D      |
| Automobiles Talbot-Darracq | 08  | Eugène Martin           | Talbot-Lago T26C | Talbot 23CV L6 4.5      | D      |
| Automobiles Talbot-Darracq | 10  | Louis Rosier            | Talbot-Lago T26C | Talbot 23CV L6 4.5      | D      |
| SA Alfa Romeo              | 12  | Luigi Fagioli           | Alfa Romeo 158   | Alfa Romeo 158 L8 c 1.5 | P      |
| SA Alfa Romeo              | 14  | Juan Manuel Fangio      | Alfa Romeo 158   | Alfa Romeo 158 L8 c 1.5 | P      |
| SA Alfa Romeo              | 36  | Giuseppe Farina         | Alfa Romeo 158   | Alfa Romeo 158 L8 c 1.5 | P      |
| Scuderia Ferrari           | 18  | Alberto Ascari          | Ferrari 125F1    | Ferrari 125 V12 c 1.5   | P      |
| Scuderia Ferrari           | 20  | Raymond Sommer          | Ferrari 166F2    | Ferrari 125 V12 c 1.5   | P      |
| Scuderia Ferrari           | 22  | Luigi Villoresi         | Ferrari 125F1    | Ferrari 125 V12 c 1.5   | P      |
| Officine Alfieri Maserati  | 26  | Louis Chiron            | Maserati 4CLT/48 | Maserati 4CLT L4 c 1.5  | P      |
| Enrico Platé               | 30  | Prinz Bira              | Maserati 4CLT/48 | Maserati 4CLT L4 c 1.5  | P      |
| Enrico Platé               | 32  | Emmanuel de Graffenried | Maserati 4CLT/48 | Maserati 4CLT L4 c 1.5  | P      |
| Scuderia Milano            | 34  | Felice Bonetto          | Maserati 4CLT/50 | Maserati 4CLT L4 c 1.5  | P      |
| Team Philippe Etancelin    | 42  | Philippe Étancelin      | Talbot-Lago T26C | Talbot 23CV L6 4.5      | D      |
| Ecurie Bleue               | 44  | Harry Schell            | Talbot-Lago T26C | Talbot 23CV L6 4.5      | D      |

## Klassifikationen

### Qualifying
| Pos. | Fahrer                  | Konstrukteur | Zeit   | Startreihe |
| ---- | ----------------------- | ------------ | ------ | ---------- |
| 01   | Juan Manuel Fangio      | Alfa Romeo   | 2:42,1 | 01         |
| 02   | Giuseppe Farina         | Alfa Romeo   | 2:42,8 | 01         |
| 03   | Luigi Fagioli           | Alfa Romeo   | 2:45,2 | 01         |
| 04   | Luigi Villoresi         | Ferrari      | 2:46,1 | 02         |
| 05   | Alberto Ascari          | Ferrari      | 2:46,8 | 02         |
| 06   | Philippe Étancelin      | Talbot-Lago  | 2:51,1 | 03         |
| 07   | Yves Giraud-Cabantous   | Talbot-Lago  | 2:52,7 | 03         |
| 08   | Prinz Bira              | Maserati     | 2:53,2 | 03         |
| 09   | Eugène Martin           | Talbot-Lago  | 2:53,7 | 04         |
| 10   | Louis Rosier            | Talbot-Lago  | 2:54,0 | 04         |
| 11   | Emmanuel de Graffenried | Maserati     | 2:54,2 | 05         |
| 12   | Felice Bonetto          | Maserati     | 2:54,6 | 05         |
| 13   | Raymond Sommer          | Ferrari      | 2:54,6 | 05         |
| 14   | Johnny Claes            | Talbot-Lago  | 2:59,0 | 06         |
| 15   | Nello Pagani            | Maserati     | 3:06,9 | 06         |
| 16   | Louis Chiron            | Maserati     | 3:06,9 | 07         |
| 17   | Antonio Branca          | Maserati     | 3:10,0 | 07         |
| 18   | Harry Schell            | Talbot-Lago  | 3:11,5 | 07         |

### Rennen
| Pos. | Fahrer                  | Konstrukteur | Runden | Zeit       | Start | schnellste Runde |
| ---- | ----------------------- | ------------ | ------ | ---------- | ----- | ---------------- |
| 01   | Giuseppe Farina         | Alfa Romeo   | 42     | 2:02:53,7  | 02    | 2:41,6 (08.)     |
| 02   | Luigi Fagioli           | Alfa Romeo   | 42     | + 0,4      | 03    |                  |
| 03   | Louis Rosier            | Talbot-Lago  | 41     | + 1 Runde  | 10    |                  |
| 04   | Prinz Bira              | Maserati     | 40     | + 2 Runden | 08    |                  |
| 05   | Felice Bonetto          | Maserati     | 40     | + 2 Runden | 12    |                  |
| 06   | Emmanuel de Graffenried | Maserati     | 40     | + 2 Runden | 11    |                  |
| 07   | Nello Pagani            | Maserati     | 39     | + 3 Runden | 15    |                  |
| 08   | Harry Schell            | Talbot-Lago  | 39     | + 3 Runden | 18    |                  |
| 09   | Louis Chiron            | Maserati     | 39     | + 3 Runden | 16    |                  |
| 10   | Johnny Claes            | Talbot-Lago  | 38     | + 4 Runden | 14    |                  |
| 11   | Antonio Branca          | Maserati     | 35     | + 7 Runden | 17    |                  |
| –    | Juan Manuel Fangio      | Alfa Romeo   | 33     | DNF        | 01    |                  |
| –    | Philippe Étancelin      | Talbot-Lago  | 25     | DNF        | 06    |                  |
| –    | Eugène Martin           | Talbot-Lago  | 18     | DNF        | 09    |                  |
| –    | Raymond Sommer          | Ferrari      | 18     | DNF        | 13    |                  |
| –    | Luigi Villoresi         | Ferrari      | 9      | DNF        | 04    |                  |
| –    | Alberto Ascari          | Ferrari      | 2      | DNF        | 05    |                  |
| –    | Yves Giraud-Cabantous   | Talbot-Lago  | 0      | DNF        | 07    | –                |

## WM-Stand nach dem Rennen
Die ersten fünf bekamen 8, 6, 4, 3 bzw. 2 Punkte; einen Punkt gab es für die schnellste Runde. Es zählten nur die vier besten Ergebnisse aus sieben Rennen.

### Fahrerwertung
| Pos. | Fahrer                  | Konstrukteur             | Punkte |
| ---- | ----------------------- | ------------------------ | ------ |
| 01   | Giuseppe Farina         | Alfa Romeo               | 18     |
| 02   | Luigi Fagioli           | Alfa Romeo               | 12     |
| 03   | Juan Manuel Fangio      | Alfa Romeo               | 9      |
| 04   | Johnnie Parsons         | Kurtis Kraft-Offenhauser | 9      |
| 05   | Alberto Ascari          | Ferrari                  | 6      |
| 06   | Louis Rosier            | Talbot-Lago              | 6      |
| 07   | Prinz Bira              | Maserati                 | 5      |
| 08   | Bill Holland            | Deidt-Offenhauser        | 4      |
| 09   | Reg Parnell             | Alfa Romeo               | 4      |
| 10   | Louis Chiron            | Maserati                 | 4      |
| 11   | Mauri Rose              | Deidt-Offenhauser        | 4      |
| 12   | Yves Giraud-Cabantous   | Talbot-Lago              | 3      |
| 13   | Raymond Sommer          | Ferrari                  | 3      |
| 14   | Felice Bonetto          | Maserati                 | 2      |
| 15   | Cecil Green             | Kurtis Kraft-Offenhauser | 2      |
| 16   | Joie Chitwood           | Kurtis Kraft-Offenhauser | 1      |
| 17   | Tony Bettenhausen       | Kurtis Kraft-Offenhauser | 1      |
| 18   | Bob Gerard              | ERA                      | 0      |
| 19   | Emmanuel de Graffenried | Maserati                 | 0      |
| 20   | Cuth Harrison           | ERA                      | 0      |

| Pos. | Fahrer                | Konstrukteur             | Punkte |
| ---- | --------------------- | ------------------------ | ------ |
| 21   | Nello Pagani          | Maserati                 | 0      |
| 22   | Johnny Claes          | Talbot-Lago              | 0      |
| 23   | Harry Schell          | Talbot-Lago / Cooper-JAP | 0      |
| 24   | Philippe Étancelin    | Talbot-Lago              | 0      |
| 25   | Antonio Branca        | Maserati                 | 0      |
| 26   | David Hampshire       | Maserati                 | 0      |
| 27   | Joe Fry               | Maserati                 | 0      |
| 28   | Brian Shawe-Taylor    | Maserati                 | 0      |
| –    | Joe Kelly             | Alta                     | 0      |
| –    | David Murray          | Maserati                 | 0      |
| –    | Geoff Crossley        | Alta                     | 0      |
| –    | Eugène Martin         | Talbot-Lago              | 0      |
| –    | Peter Walker          | ERA                      | 0      |
| –    | Tony Rolt             | ERA                      | 0      |
| –    | Leslie Johnson        | ERA                      | 0      |
| –    | Luigi Villoresi       | Ferrari                  | 0      |
| –    | José Froilán González | Maserati                 | 0      |
| –    | Robert Manzon         | Simca-Gordini            | 0      |
| –    | Maurice Trintignant   | Simca-Gordini            | 0      |
| –    | Franco Rol            | Maserati                 | 0      |